# قطعنامه ۱۴۲۷ شورای امنیت
قطعنامه ۱۴۲۷ شورای امنیت سازمان ملل متحد که در تاریخ ۲۹ جولای ۲۰۰۲ تصویب شد، سندی بین‌المللی دربارهٔ بررسی وضعیت در گرجستان است. این قطعنامه طی نشست ۴۵۹۱ام با ۱۵ رای موافق، ۰ مخالف و ۰ ممتنع تصویب شد.